# Szozopol
Szozopol (bolgárul: Созопол; görögül: Σωζόπολη (Szozópoli), Σωζόπολις (Szozópolisz); törökül: Süzebolu) város Bulgáriában, a Fekete-tenger partján, Burgasz megyében. Szozopol kistérség székhelye. Burgasztól 35 km-re délkeletre található.
Szozopol a görög Apollónia városállamból emelkedett ki, és Neszebarral együtt Bulgária egyik legrégebbi városa. Szozopol az ókortól a 17. századig virágzó kereskedőváros volt. Bortermelő és halászváros hírében állt, és fontos kikötője volt a Trákiából származó gabona átrakodásának. A késő ókortól kezdve a város püspökséggé fejlődött, amely a középkorban több kolostorért is felelős volt a városban és a környéken. Az ókortól a 20. század első negyedéig Szozopol túlnyomórészt görög lakosságú város volt.
Szozopol strandjai, valamint kulturális és történelmi épületei miatt jelentős turisztikai célpont.

## Fekvése
A szárazföldön Csernomorec, Ravadinovo és Djuni településekkel határos. A tengeren északról a Szent János-sziget és a Szent Péter-sziget veszi körül.

## Éghajlata
Szozopol és a környező területek éghajlata száraz és mérsékelt kontinentális, tengeri időjárási hatásokkal. A tél melegebb, mint a szárazföldön, de szelesebb. A nyár forró, de még mindig kellemes, köszönhetően a tenger közelségének, állandó szellővel. Júliusban a napi középhőmérséklet 29 °С, a tenger hőmérséklete 25 °C. A tengeri hatás miatt az ország többi részéhez képest enyhébb az éghajlat, így a tél és a tavasz rövidebb, a nyár és az ősz pedig hosszabb. Télen az északnyugati, délnyugati szél uralkodik. A nyári hónapokban április-szeptember között a keleti szél uralkodik, állandó szellőt hoz, melynek átlagsebessége nappal 3–6 m/s, éjszaka 1–2 m/s. Az ország többi részéhez képest alacsony a csapadékos napok száma; 17-28 nap eső nélkül nyáron és ősszel, 14-15 nap télen és tavasszal.
| Hónap                         | Jan. | Feb. | Már. | Ápr. | Máj. | Jún. | Júl. | Aug. | Szep. | Okt. | Nov. | Dec. | Év   |
| ----------------------------- | ---- | ---- | ---- | ---- | ---- | ---- | ---- | ---- | ----- | ---- | ---- | ---- | ---- |
| Átlagos max. hőmérséklet (°C) | 8,2  | 10,2 | 12,5 | 17,2 | 23,5 | 27,1 | 29,8 | 29,7 | 26,1  | 21,5 | 15,5 | 10,2 | 19,3 |
| Átlaghőmérséklet (°C)         | 2,7  | 4,8  | 8,5  | 13,5 | 19,2 | 23,1 | 26,3 | 25,8 | 21,7  | 17,2 | 11,1 | 6,5  | 15,1 |
| Átlagos min. hőmérséklet (°C) | 1,2  | 2,3  | 5,7  | 9,2  | 14,2 | 18,1 | 21,5 | 21,5 | 17,1  | 13,6 | 7,3  | 2,8  | 11,3 |
| Átl. csapadékmennyiség (mm)   | 48   | 43   | 39   | 47   | 47   | 45   | 36   | 28   | 45    | 52   | 73   | 62   | 565  |
| Havi napsütéses órák száma    | 95   | 118  | 171  | 226  | 261  | 302  | 324  | 295  | 245   | 181  | 107  | 76   | 2401 |
| Forrás: Weather2Travel        |      |      |      |      |      |      |      |      |       |      |      |      |      |

## Története

### Elnevezése
A várost görög alapítói Apollóniának nevezték el Apollón isten tiszteletére, akit itt gyógyítóként tiszteltek. Megkülönböztetésül a többi hasonló nevű településtől Apollonia Pontica (Ἀπολλωνία ἡ Ποντική, azaz "Apollónia a Fekete-tengernél") és Apollonia Magna ("Nagy Apollónia") néven volt ismert. Az első században Szozopolisz (Σωζόπολις) néven kezdett megjelenni az írásos feljegyzésekben, ami görögül "üdvösség/megváltás városát" jelent. Az oszmán uralom alatt a várost Sizebolu, Sizeboli vagy Sizebolou néven ismerték. 1878-tól az oszmán uralom vége óta a város bolgár neve Szozopol.

### Várostörténet
A Szozopoli-öböl Európa egyik legrégebben lakott vidéke. Az első település az i. e. 4. évezred vége és a 3. évezred eleje között keletkezett és egyes kutatók a várnai kultúra részének tekintik. A várost i. e. 610-ben alapították a kis-ázsiai Milétoszból érkező ión telepesek, mint az egyik legkorábbi görög kolóniát a Fekete-tenger térségében. Szülővárosuk védőistenéről Apollónról nevezték el. Apollónia görög polisz történelme során autonóm városállam maradt. Hamarosan élénk kereskedelmet bonyolított le a kis-ázsiai görög városokkal és i. e. 5. századtól Athénnal is. Felvirágzását a trákokkal való közvetítő kereskedelemnek köszönhette. Pénzverése i. e. 430 körül kezdődött: ezüst- és bronzérméket vertek.
I. e. 71-ben, a kereskedés visszaesése után a kézműiparral foglalkozó várost a Fekete-tenger partján terjeszkedő Marcus Lucullus Makedóna provincia helytartójának római légiói foglalták el. Kirabolták és felégették, a híres Apollón-szobrot a győzelem jeleként Rómába szállították. Miután a város római uralom alá került, befolyása csökkent. Trákia római provinciához, a Diocletianus alatti birodalmi reformot követően pedig a Trákiai egyházmegyéhez csatolták. A Via Pontica Apollonia közelében haladt.
A birodalom 395-ös felosztásával Apollónia a Bizánci Birodalom része lett, és a fővároshoz, Konstantinápolyhoz való közelsége miatt megújult a gazdasági fellendülés. Gabonakikötőként fontos szerepet játszott Konstantinápoly ellátásában. A kikötővárost a bizánci–bolgár háborúk során többször használták a bizánciak bevetési területeként a bolgárok ellen, akik a 708-as ankhialoszi csata után Szozopolisz trák hátországát irányították. A várost 812-ben valószínűleg Krum bolgár kán hódította meg, és először lett része a Bolgár Birodalomnak, ezt követően az első bolgárok és szlávok telepedtek meg a városban.
A 815-ös béke után a város ismét bizánci lett, és a korábban elmenekült bizánci lakosság egy része visszatért. 917-ben a Bolgár Birodalom és a Bizánci Birodalom határa ismét megváltozott, amikor I. Simeon meghódította az összes bizánci tengerparti várost, így Szozopoliszt is. 967-ben II. Niképhorosz bizánci császár visszahódította a várost a Bizánci Birodalom számára. A középkorban a várost többször is a magas bizánci méltóságok száműzetési helyeként használták.
A Latin Császárságot 1204-ben alapították a negyedik keresztes hadjárat során. Kaloján bolgár cár seregei az 1205. április 14-én Drinápoly közelében vívott csatában legyőzte az I. Balduin vezetése alatt álló keresztes sereget. A cár hatalmas túlerőben volt a császáriakkal szemben, a császár pedig fogságba esett. 1205 júniusában a bolgár cár börtönében halt meg. Ezt követően Balduin testvére, Henrik hadjáratot indított Trákia ellen. 1206-ban meghódította a területet, de kudarcot vallott, amikor Szozopoliszt ostromolta. Konstantinápoly 1261-es visszafoglalása után 1263-ban sikerült a Bizánci Birodalomnak visszahódítani a várost. A bolgár és a bizánci birodalom közötti béke 1308-ban jött létre mikor Teodor Szvetoszláv bolgár cár és IX. Mikhaél bizánci császár lánya Palaiologosz Teodóra házasságot kötött a szozopoliszi Szent János-sziget Keresztelő János-kolostorában.
Konstantinápoly 1453-as eleste után Szozopoliszban, Meszémbriában telepedtek le a Konstantinápolyból elmenekült nemesi családok, valamint bizánci kereskedők. Az egykori császári dinasztiák tagjai továbbra is támogatták a kolostorokat és a bennük folyó tanítást. A bizánci nemesi és kereskedőcsaládok leszármazottai gazdagságuk révén befolyást szereztek az Oszmán Birodalomban, és tovább népszerűsítették a Szozopolisz környéki kolostorokat és iskolákat. 1593-ban a Keresztelő János-szigeti kolostorában 150 szerzetes élt és dolgozott. A pátriárkának alárendelt kolostorok függetlensége, valamint a szozópoliszi, meszémbriai családok befolyása bizonyos fokú autonómiát biztosított az ottani görög lakosságnak.
Az 1610-es és 1620-as években, továbbá az 1620–21-es lengyel–török háború kapcsán a partvidéket többször is kifosztották a kozákok. 1623-ban a kalózok szerzeteseket és városlakókat ejtettek túszul, és elbarikádozták magukat Keresztelő János kolostorában. 1629-ben, miután kiűzték a kalózokat, a törökök lerombolták az erődfalak nagy részét, mind a 30 városi templomot és Szozopol környékén az összes kolostort, a Szent Anasztázia-kolostor kivételével. A szerzeteseket ezután a Konstantinápoly melletti Halki szigetén lévő Szűz Mária kolostorba telepítették át.
Az 1629-es pusztulás után a város szellemi és közigazgatási központként való jelentősége csökkent. Körülbelül száz évvel később Szozopolt végül Burgasz, mint regionális központot kiszorította. Az 1828–29-es orosz–török háborút lezáró drinápolyi béke ismertté vált, hogy a városnak az Oszmán Birodalomban kell maradnia, sok lakos elmenekült az előrenyomuló törökök elől.
Miután Bulgária 1878-ban felszabadult a török uralom alól, Szozopol a Törökország fennhatósága alatt álló autonóm Kelet-Rumélia tartományhoz tartozott, majd 1885-ben került vissza a Bolgár Fejedelemséghez. Az elkövetkező néhány évben egyre több bolgár menekült telepedett le Szozopolban Kelet- és Nyugat-Trákiából. Az 1906-os görögellenes pogromok után a városban bezárták és kisajátították a görög intézményeket, köztük a templomokat, a könyvtárat és a görög iskolát. A következő évtizedekben a teljes görög városi lakosság kivándorolt.
1925 és 1927 között Szveti Kirik-szigetén az árvák tengerészeti iskolájának építése kapcsán létrejött a szárazföldi kapcsolat a szárazfölddel. Az iskola 1936-ig működött. 1936 és 2005 között a szigetet a bolgár haditengerészet bázisaként használták, és az iskolát haditengerészeti akadémiává bővítették.
A második világháború után a pártállami vezetés alatt a bolgárok, majd később a keleti blokk többi országának lakosai kedvelt nyaralóhelyévé fejlődött a város. Festői fekvésének köszönhetően az 1980-as években bolgár művészek telepedtek le a kikötővárosban. 1984-ben pedig megrendezték az első Apollónia Művészeti Fesztivált.

## Népesség

Szozopol népességének alakulása

A népesség változása részben a település területének változásából adódik.
| Év     | Népesség |
| ------ | -------- |
| 1786 ² | 1.500    |
| 1920 ¹ | 4.420    |
| 1926 ² | 4.200    |
| 1934 ¹ | 3.079    |
| 1946 ¹ | 3.195    |

| Jahr   | Einwohner |
| ------ | --------- |
| 1956 ¹ | 3.257     |
| 1965 ¹ | 3.427     |
| 1975 ¹ | 3.880     |
| 1985 ¹ | 4.439     |
| 1992 ¹ | 4.550     |

| Jahr   | Einwohner |
| ------ | --------- |
| 2000 ³ | 3.617     |
| 2001 ¹ | 4.358     |
| 2007 ³ | 5.396     |
| 2009 ³ | 5.410     |
| 2011 ¹ | 4.285     |

Az adatok forrás:
- népszámlálások (¹),
- becslések (²)
- a statisztikai hivatalok hivatalos frissítései (³).

## Látnivalók
- Óváros
- Szent János- és Szent Péter-sziget
- Déli erődfal és a Torony Múzeum
- Régészeti Múzeum(wd)
- Szveta Bogorodica-templom (Szűz Mária-templom) – 17. század
- Szent Zoszim-templom (1857)
- Szent György-templom(wd) (1860)
- Cirill és Metód-templom (1888)

## Híres személyek
- Apollóniai Diogenész (Kr. e. 499 – 428) ókori görög természetfilozófus
- XII. János (?–1308 után) konstantinápolyi pátriárka (1294–1303)
- Dimítriosz Várisz (?–1821) görög forradalmár
- Jórgosz Gunarópulosz (1889–1977) görög művész
- Ljuben Petkov (1939–2016) bolgár író
- Szvetoszlav Sivarov (1944–) bolgár politikus, agrár- és élelmiszeripari miniszter
- Bozsidar Dimitrov (1945–2018) bolgár történész, politikus

## Képgaléria

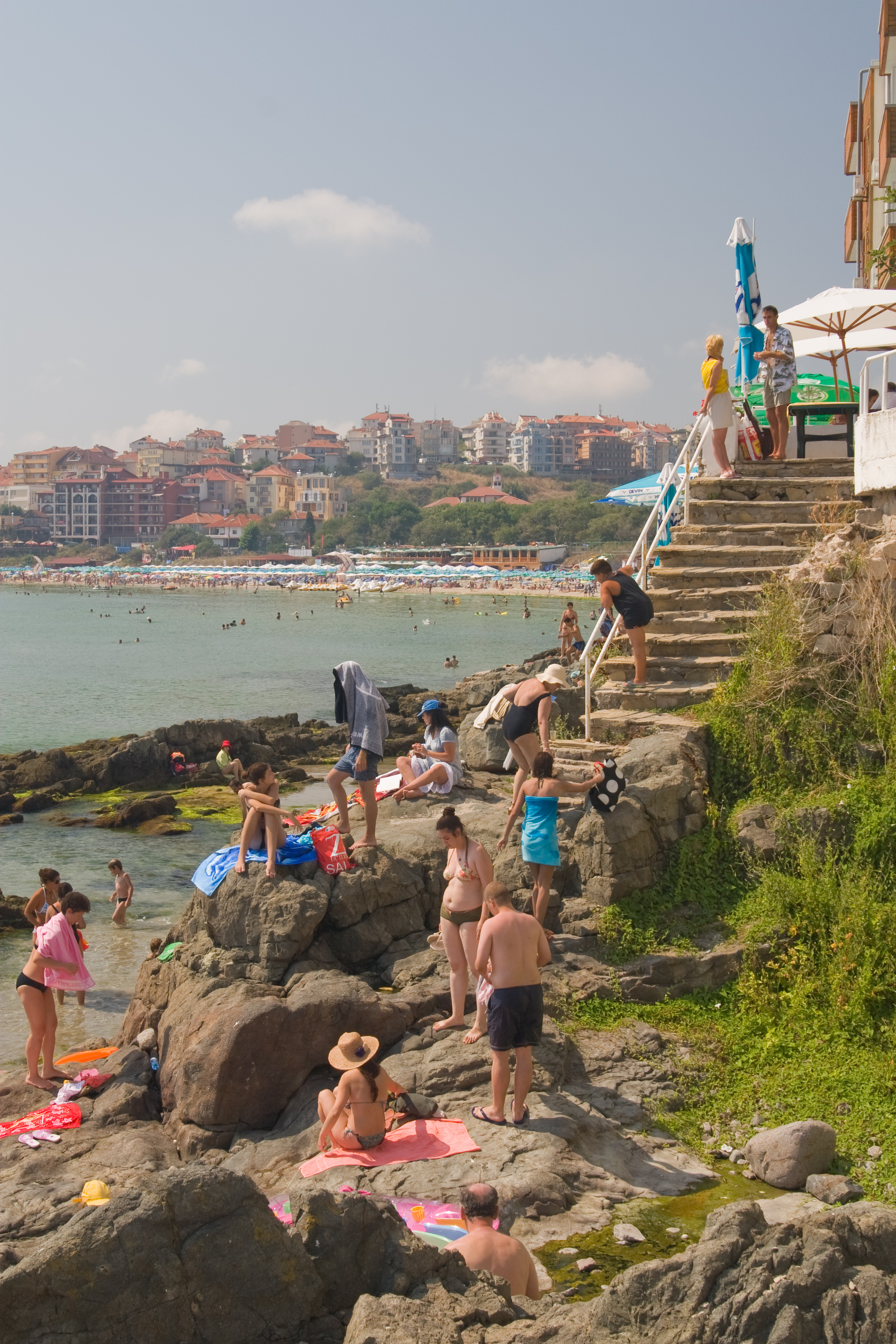
Tengerpart
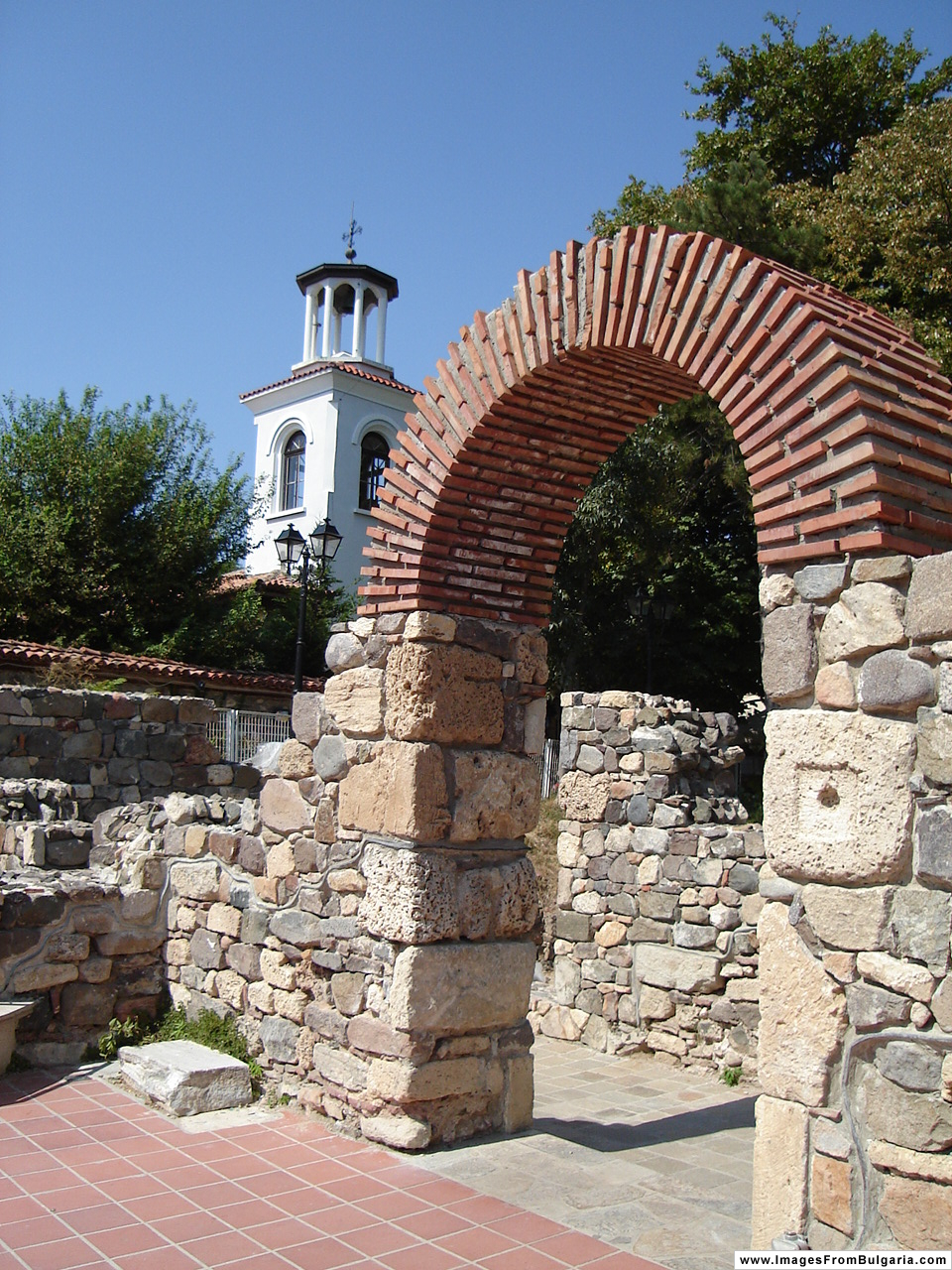
Ókori romok
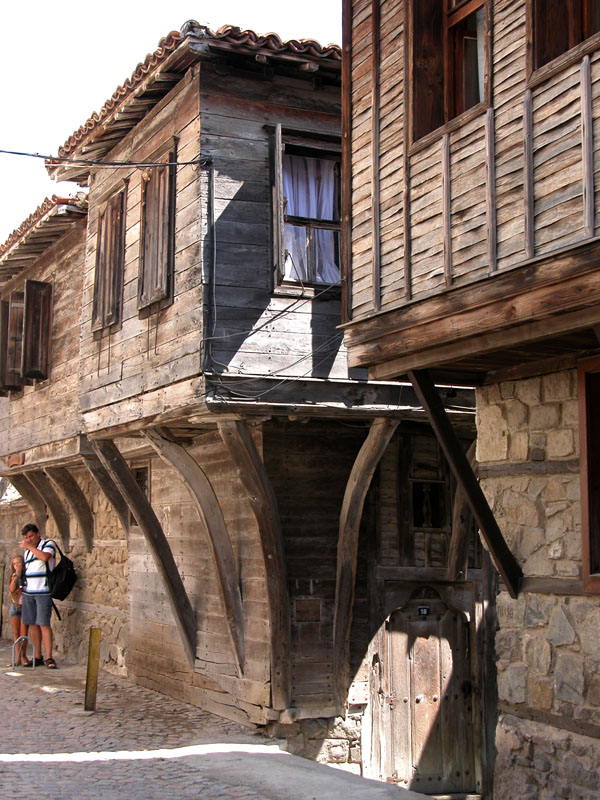
Régi faépületek
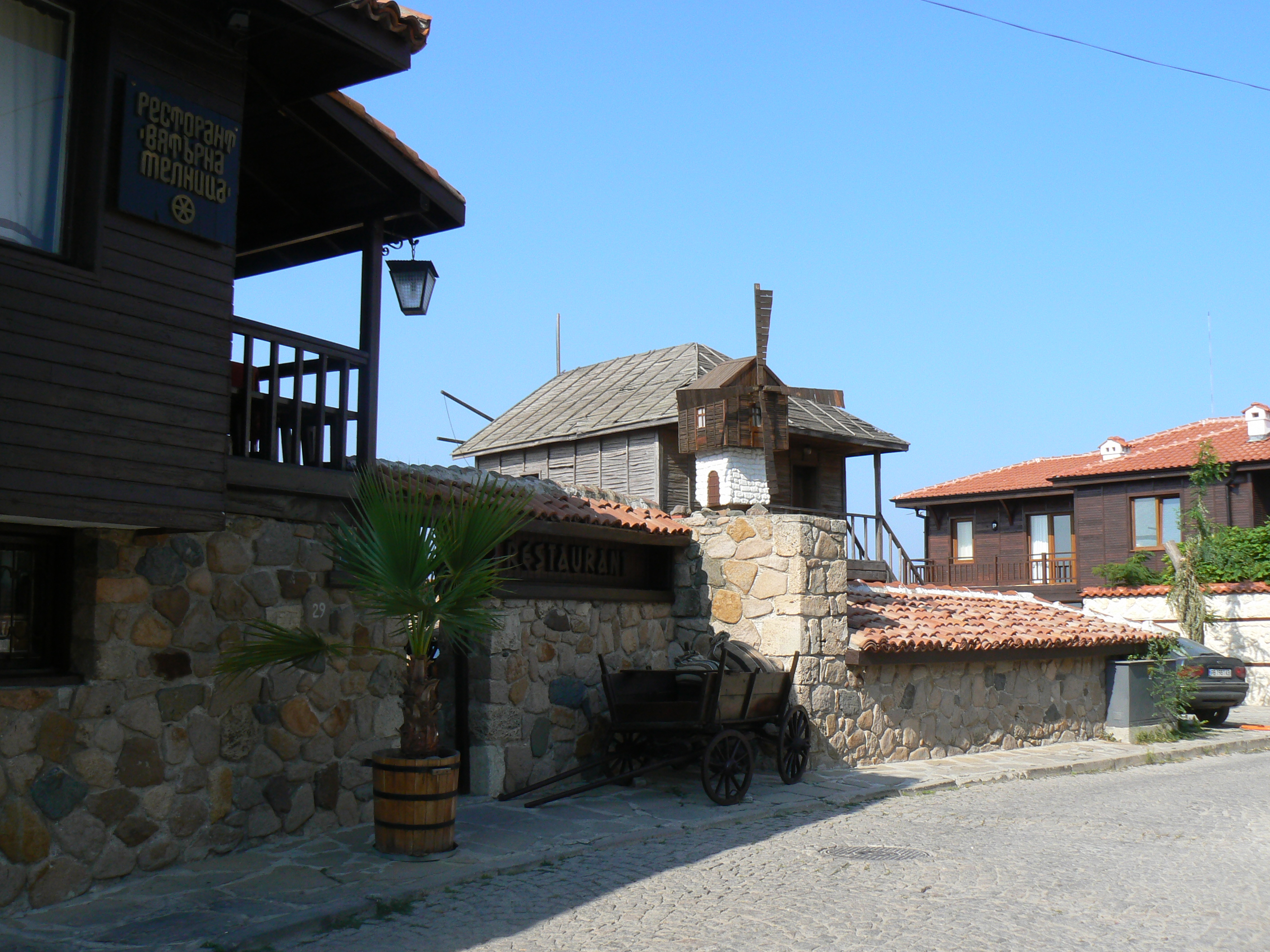
Óváros
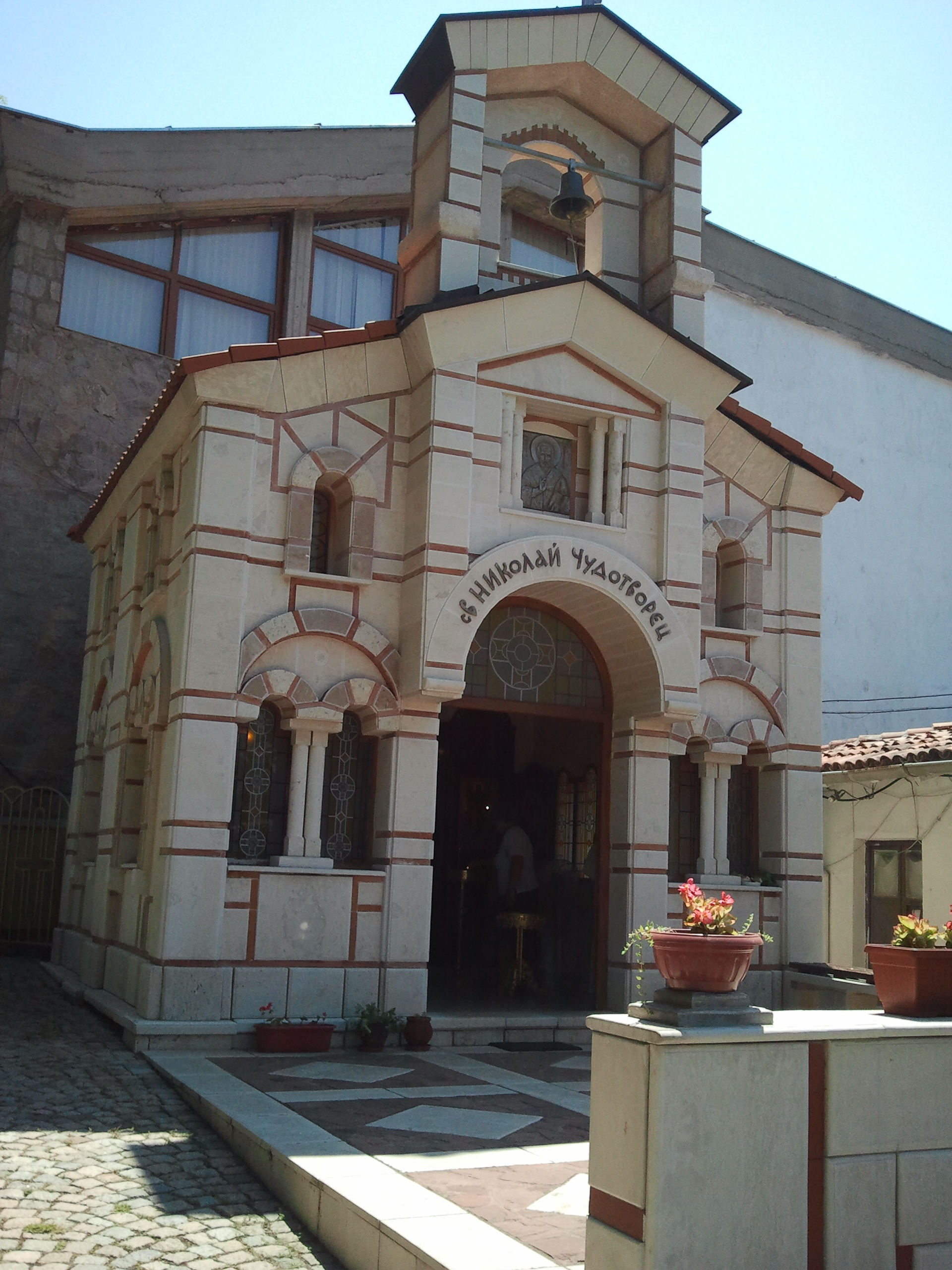
Óváros
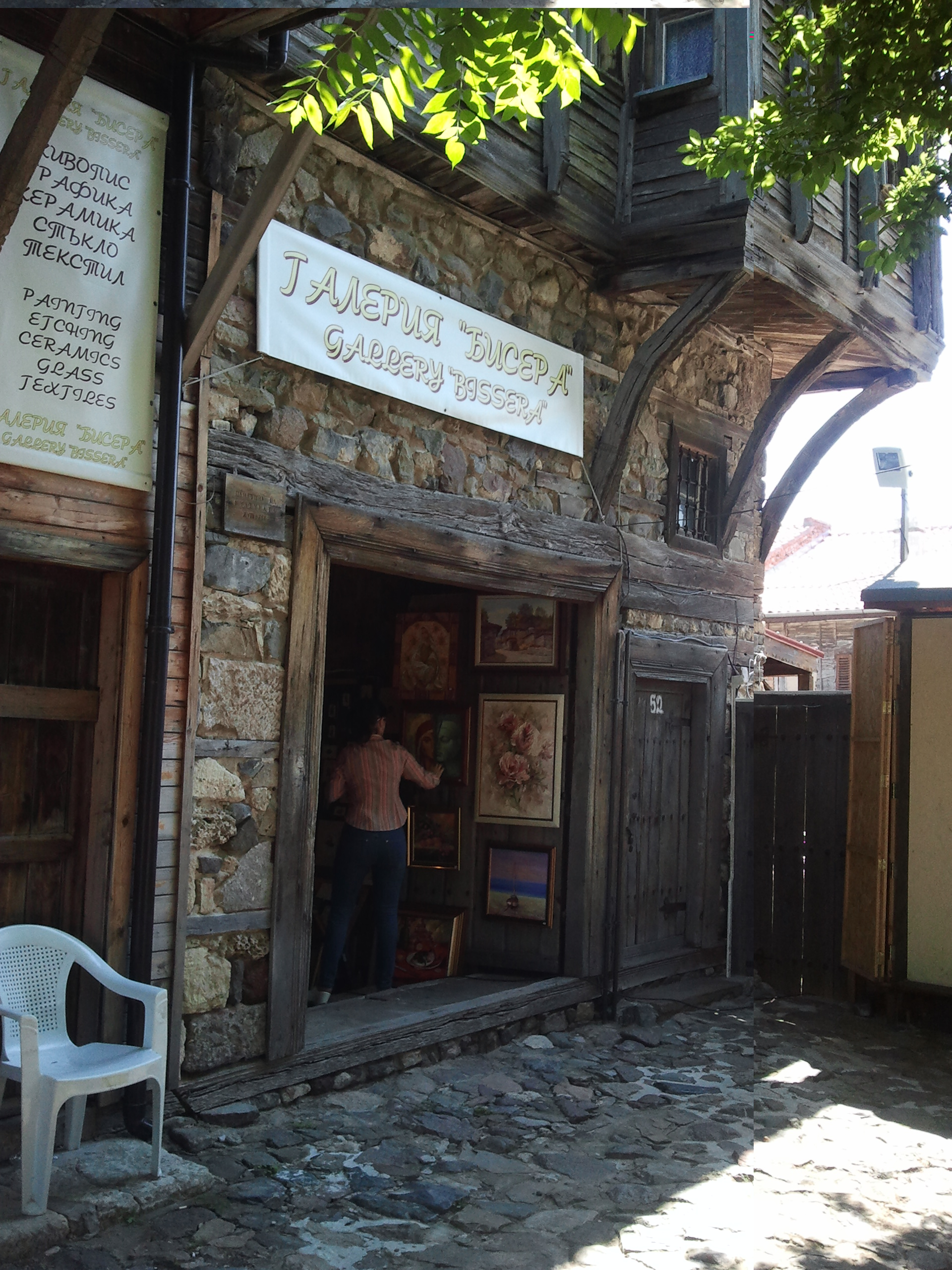
Óváros

## Fordítás
Ez a szócikk részben vagy egészben  a   Sosopol című német Wikipédia-szócikk ezen változatának fordításán alapul.  Az eredeti cikk szerkesztőit annak laptörténete sorolja fel. Ez a jelzés csupán a megfogalmazás eredetét és a szerzői jogokat jelzi, nem szolgál a cikkben szereplő információk forrásmegjelöléseként.